# Zheng Zuoxin

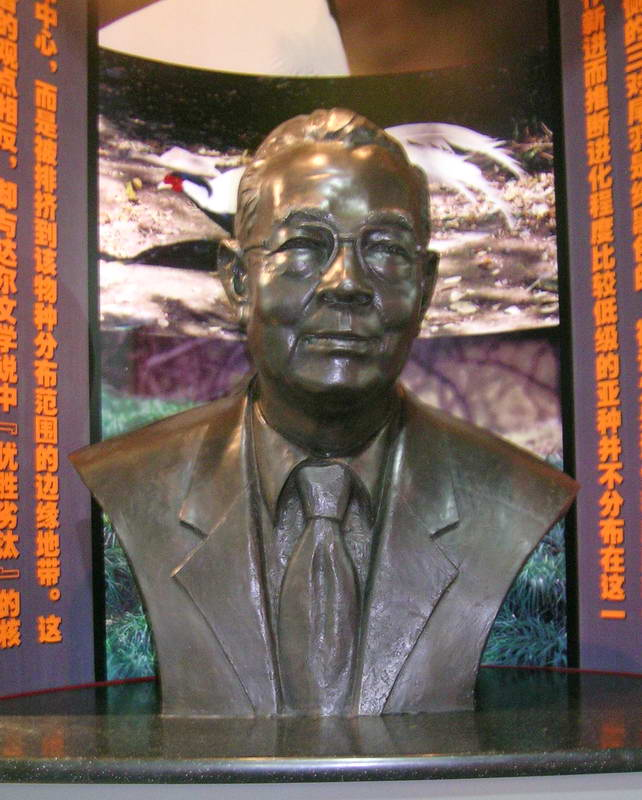
Büste von Zheng Zuoxin im Naturhistorischen Museum Peking

Zheng Zuoxin (chinesisch 郑作新; * 18. November 1906 in Fuzhou, Provinz Fujian; † 27. Juni 1998 in Peking), auch als Cheng Tso-hsin transkribiert, war ein chinesischer Ornithologe, der für seine bedeutenden Arbeiten über die Vögel Chinas bekannt ist.

## Leben
Zheng interessierte sich bereits als Kind für die örtliche Avifauna. Seine Mutter starb an Tuberkulose, als er vier Jahre alt war, und er wurde hauptsächlich von seiner Großmutter betreut. Sein Vater hatte einen höheren Bildungsabschluss und perfekte englische Sprachkenntnisse, wovon auch Zheng profitierte. Als kleiner Junge war er schwach, und sein Vater ermutigte ihn, Sport zu treiben. Zheng wanderte in den Bergen, spielte Tennis und wurde Landesmeister im 100-Meter-Lauf. Er besuchte das Gymnasium in Fuzhou, fand im Alter von nur 15 Jahren Aufnahme an der Fujian Christian University und machte nach sieben Semestern 1926 seinen Bachelor-Abschluss. Anschließend wollte er in den Vereinigten Staaten weiterstudieren, wofür ihm jedoch die Finanzierung fehlte. Dank eines Onkels, der in Fuzhou als Arzt tätig war, konnten die Reisekosten aufgebracht werden und Zheng wählte die University of Michigan, weil dort ein Vetter von ihm lebte und die Studiengebühren niedrig waren. Er bestand die Aufnahmeprüfung und studierte Zoologie im Hauptfach. 1930 wurde er mit der Dissertation The Germ Cell history of Rana cantabrigensis Baird unter der Leitung von Peter Olaus Okkelberg (1880–1960) zum Doktor promoviert.
Im September 1930 trat Zheng die Rückreise nach China an, wo er Professor für Biologie an der Fujian Christian University wurde. 1938 marschierten japanische Truppen in Fujian ein und die Universität musste nach Shaowu umsiedeln. Im April 1945 flog Zheng im Rahmen eines Wissenschaftleraustausches als Gastprofessor in die Vereinigten Staaten, wo er mit der Arbeit über seine Gesamtübersicht der chinesischen Vogelfauna begann. Dafür untersuchte er in mehr als zehn amerikanischen Universitäten und Museen die Vogelsammlungen aus China, insbesondere die Typusexemplare, und er studierte die für China relevanten und in seiner Heimat nicht zugänglichen Schriften. Im September 1946 ging er zurück an die Fujian Christian University, die inzwischen wieder nach Fuzhou zurückgekehrt war.
1947 war er wegen des Bürgerkriegs zwischen Maoisten und der Kuomintang gezwungen, nach Nanjing zu ziehen. 1948 flohen viele Universitätsmitarbeiter nach Taiwan, und auch Zheng zog das in Erwägung, änderte jedoch seinen Entschluss, als er erfuhr, dass die kommunistische Partei Wissenschaftler suchte. Er trat der Kommunistischen Partei bei, zog 1950 nach Peking und wurde Vogelkurator an der Chinesischen Akademie der Wissenschaften. 1951 gründete er das Naturhistorische Museum Peking. Zheng war der erste Direktor des Büros für wissenschaftliche Publikationen, wo er Joachim Steinbachers Buch Vogelzug und Vogelforschung ins Chinesische übersetzte. Von 1955 bis 1957 begleitete er sowjetische und ostdeutsche Ornithologen auf Expeditionen und Studien im südlichen Yunnan und im Nordosten Chinas.
1958 wurde Zhengs Arbeit in China durch eine Kampagne zur Ausrottung der vier Plagen (Sperlinge, Mäuse, Fliegen und Mücken) unterbrochen. Zheng war aus ökologischen Gründen von Anfang an gegen diese Kampagne, aber erst 1959 führten seine Gutachten zum Erfolg: Die Sperlinge wurden vom Bekämpfungsprogramm ausgenommen und durch Wanzen ersetzt. Im Mai 1957 reiste er nach Ostdeutschland und untersuchte zusammen mit Erwin Stresemann im Zoologischen Museum der Humboldt-Universität zu Berlin Bälge aus der chinesischen Region. Er nahm an Besprechungen mit anderen Ornithologen wie Leonid Alexandrowitsch Portenko, Charles Vaurie und Günther Niethammer teil, die Stresemann als Atlanten-Pazifische Konferenz bezeichnete. Aufgrund von Anweisungen der chinesischen Botschaft in Ostdeutschland war es ihm jedoch nicht gestattet, an Abendveranstaltungen in Stresemanns Haus in West-Berlin teilzunehmen. Zheng wurde durch die Nominierung Stresemanns zum Auslandskorrespondenten der Deutschen Ornithologen-Gesellschaft ernannt. Nach Aufenthalten in Leningrad und Moskau kehrte er nach China zurück, wo er 1966 mit der Kulturrevolution Maos konfrontiert wurde.
Zheng wurde als Krimineller eingestuft, weil er sich der Bekämpfung der Sperlinge widersetzt hatte. Seine wissenschaftliche Tätigkeit im Zoologischen Institut wurde ausgesetzt, seine Vogelsammlung und die Bibliothek wurden geschlossen und jegliche Publikationstätigkeit wurde untersagt. Er und mehrere andere Wissenschaftler mussten Schilder mit der Inschrift Reaktionäre Autorität tragen. Er wurde zur Umerziehung durch körperliche Arbeit abkommandiert, wozu das Putzen der Toiletten gehörte, und er musste sich einer Fachprüfung stellen, die von einem Komitee durchgeführt wurde. Er wurde gebeten, einen Vogel zu identifizieren, der sich aus Teilen mehrerer Arten zusammensetzte. Nachdem er den „Test“ nicht bestanden hatte, wurde sein Gehalt auf ein absolutes Minimum gekürzt. Danach wurde er verhaftet und sechs Monate lang in einem Kuhstall isoliert. Bereits im August 1966 wurde sein Haus von Rotgardisten durchsucht und all seine Habseligkeiten wurden beschlagnahmt, darunter Möbel, das Klavier, seine Anzüge und seine Schreibmaschine, die er am meisten schätzte. 1967 besetzten Rotgardisten das Zoologische Institut und wandelten es in eine Kommune mit der Bezeichnung Revolutionäre Rebellengruppe um. 1968 wurden die Roten Garden von Mao pazifiziert, aber erst zu Beginn der 1970er Jahre kehrte wieder Normalität im Zoologischen Institut ein.
Zheng begann nach dem Manuskript für die zweite Auflage seines Hauptwerks Verzeichnis und Verbreitung der Vögel Chinas zu fahnden, das er kurz vor der Kulturrevolution dem Verlag übergeben hatte, der es jedoch an das Zoologische Institut zurückschickte. Nach einer längeren Suche fand er es in einem verstaubten Lagerraum. Zheng schickte das Manuskript zur Veröffentlichung an den Verlag. Es wurde 1978 gedruckt, die Publikation aber auf das Jahr 1976 vordatiert und mit einem langen Zitat aus dem Buch Worte des Vorsitzenden Mao Tsetung versehen.
Nach Maos Tod wurde Zheng im November 1978 zu einem internationalen Symposium der World Pheasant Association eingeladen. Er verbrachte auch zwei Monate in England, wo er Sir Peter Scott und Geoffrey Matthews traf. Sein Besuch war sehr erfolgreich und half, die Brücke zwischen chinesischen und ausländischen Wissenschaftlern nach der Kulturrevolution wieder aufzubauen. Zheng unternahm in den Folgejahren noch viele weitere Besuche im Ausland.
Zhengs Bibliographie umfasst 140 wissenschaftliche Artikel, 20 Monographien, 30 Bücher und 260 populärwissenschaftliche Essays. So war er zum Beispiel Hauptautor von A Synopsis of the Avifauna of China (1987) und von sechs der 14 Bände von Fauna Sinica, Aves, wofür er im Mai 1989 in Peking den Special Conservation Achievement Award der National Wildlife Federation erhielt. Von 1950 bis 1966 unternahm er Exkursionen in abgelegene Gebiete wie den südlichen Teil von Yunnan, die Insel Hainan, Tibet und den mittleren Teil des Qin-Ling-Gebirges und führte ornithologische Studien durch, was in der Beschreibung von 16 neuen Unterarten gipfelte, von denen heute noch 13 gültig sind. Im Jahr 1955 veröffentlichte er die zweibändige List of Chinese Birds und 1963 China’s Economic Fauna: Birds. Alle drei Bände wurden vom Innenministerium der Vereinigten Staaten aus dem Chinesischen übersetzt und auf Englisch veröffentlicht. Von 1970 bis 1980 konzentrierte er sich auf die Bände von Fauna Sinica, Aves. Von 1980 bis 1985 führte er seine Studenten und Kollegen in Studien zur ökologischen Biologie bedrohter Arten ein, wofür er den Second-class Award der Chinesischen Akademie der Wissenschaften erhielt.

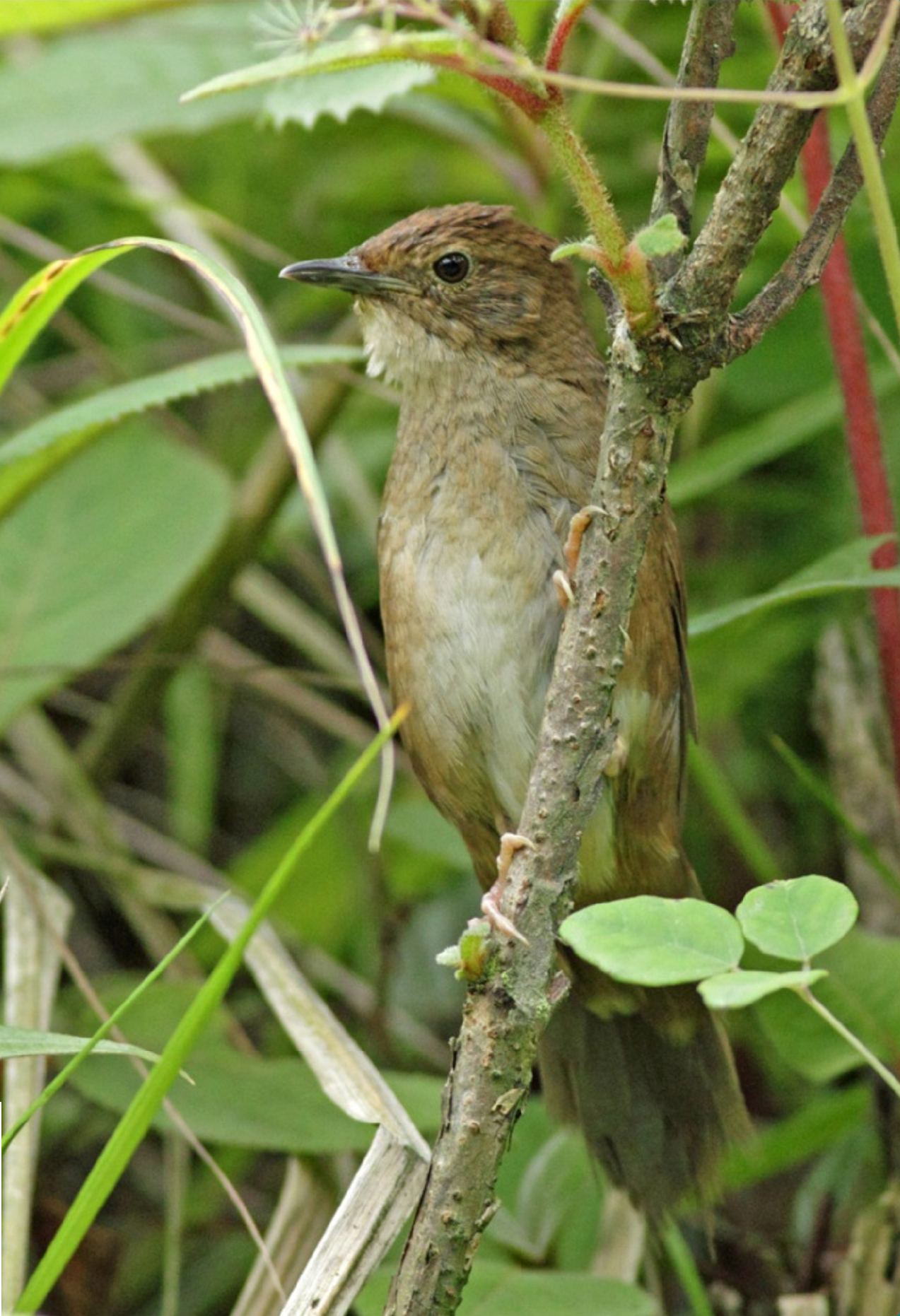
Der Sichuanschwirl ist eine nach Zheng Zuoxin benannte Singvogelart

## Dedikationsnamen
Nach Zheng sind die Cheng-Rennratte (Meriones chengi) und der Sichuanschwirl (Locustella chengi) benannt.

## Liste der von Zheng beschriebenen Taxa
- Dendrocopos leucotos tangi Cheng, 1956[4]
- Garrulax merulinus taweishanicus Cheng, 1960[5], heute ein Synonym von Garrulax merulinus obscurus Delacour & Jabouille, 1930
- Passer rutilans batangensis Cheng & Tan, 1963[6], heute ein Synonym von Passer cinnamomeus intensior Rothschild, 1922
- Garrulax pectoralis pingi Cheng, 1963[7]
- Pteruthius flaviscapis lingshuiensis Cheng, 1963[8]
- Ficedula sapphira tienchuanensis Cheng, 1964[9]
- Sitta frontalis chienfengensis Cheng, Ting, & Wang, 1964[10], heute Sitta solangiae chienfengensis
- Lophura nycthemera omeiensis Cheng, Chang & Tang, 1964[11]
- Treron sieboldii fopingensis Cheng, Tan & Sung, 1973[12]
- Paradoxornis paradoxus taipaiensis (Cheng, Lo & Chao, 1973)[13], heute Cholornis paradoxus taipaiensis
- Pomatorhinus ruficollis hunanensis Cheng, 1974[14]
- Dendrocopos major wulashanicus Cheng, Xian, Zhang & Jiang, 1975[15]
- Tragopan caboti guangxiensis Cheng & Wu, 1979[16]
- Garrulax galbanus simaoensis Cheng & Tang, 1982[17]
- Paradoxornis zappeyi erlangshanicus (Cheng, Li & Zhang, 1983)[18], heute Sinosuthora zappeyi erlangshanica
- Paradoxornis flavirostris gongshanensis Cheng, 1984[19], heute ein Synonym von Paradoxornis guttaticollis David, 1871